# Kaistenberg-Rundfahrt
Das Strassenradrennen Kaistenberg-Rundfahrt war ein Schweizer Radsportwettbewerb, der als Eintagesrennen in der Gegend der Gemeinde Kaisten im Kanton Aargau veranstaltet wurde. Der dort gelegene Kaistenberg im oberen Fricktal hat dem Rennen den Namen gegeben.

## Geschichte
1953 wurde das Rennen vom Verein VC Glückauf Kaisten ins Leben gerufen, es fand bis 1994 statt. Das Rennen hatte 21 Ausgaben. Es wurde als Rennen für Amateure, aber auch für Berufsfahrer veranstaltet. Die bedeutendste Schwierigkeit der Strecke lag in der mehrfachen Überquerung des Anstieges zum Kaistenberg.

## Palmarès
- 1953  Werner Arnold
- 1954–1956 nicht ausgetragen
- 1957  Oscar Plattner
- 1958  Fritz Gallati
- 1959–1967 nicht ausgetragen
- 1968  Viktor Oeschger
- 1969  Erich Spahn
- 1970  Winfried Bölke
- 1971  Jean-Paul Cornette
- 1972–1977 nicht ausgetragen
- 1978  Bruno Wolfer
- 1979  Roland Salm
- 1980  Godi Schmutz
- 1981  Bruno Wolfer
- 1982  Acácio da Silva
- 1983  Acácio Da Silva
- 1984  Acácio Da Silva
- 1985  Leo Schönenberger
- 1986  Jan Koba
- 1987  Thomas Wegmüller
- 1988 nicht ausgetragen
- 1989  Sandro Vitali
- 1990  Thomas Wegmüller
- 1991  Daniel Wyder
- 1992 nicht ausgetragen
- 1993  Beat Zberg
- 1994  Karl Kälin